# بسترا (شهرستان بیلسکو)
بسترا (به لهستانی:  Bystra) یک روستا در لهستان است که در گمینا ویلکوویتسه واقع شده‌است. بسترا ۳٬۸۸۷ نفر جمعیت دارد.